# 유칙
제문왕 유칙(齊文王 劉則, ? ~ 기원전 165년)은 전한의 제후왕으로, 제나라의 왕이다.

## 생애
문제 원년(기원전 179), 아버지 애왕이 죽자 봉지를 이어받았다.
문제 2년 곧 문왕 원년(기원전 178), 문제가 두 숙부 주허후·동모후를 조나라와 양나라 왕으로 삼기로 한 약속을 깨면서 제나라의 영토 중 성양군을 주허후, 제북군·제남군을 동모후의 새 봉토로 헌납해야 했다. 주허후는 성양왕, 동모후는 제북왕이 됐다.
문제 15년(기원전 165)에 죽었으나, 자식이 없어 후사가 끊겼다. 시호를 문(文)이라 하였다. 제나라는 폐지돼 한나라의 직할지가 됐다.
이듬해 4월 병인(丙寅)일, 도혜왕의 아들 양허후(陽虛侯) 유장려가 제왕에 봉해졌다. 이외에도 도혜왕의 다른 다섯 아들이 함께 제나라를 나누어 왕이 돼, 유장려의 새 제나라는 문왕의 제나라의 임치군 서부로 축소됐다.
전한 문제가 제나라의 태창령을 지낸 의사 순우의에게 여러 가지를 물어본 것 중 문왕이 병사한 까닭이 있었고, 순우의는 소문으로 들은 문왕의 증세로 문왕의 병을 진단해 대답했다. 그에 따르면 문왕이 병들었을 때 살이 찌고 몸을 잘 움직이지 못해 천식이 생겼고, 나이가 미처 20이 되지 못했으나 달리지 않고 걸어 천도에 순응하지 않았다. 나중에 의원들이 침을 놓아서 더욱 위독해졌는데, 문왕의 질병에는 침을 쓰면 안 되는 것이기 때문이었다.